# Patan (distrikt)
Patan är ett distrikt i Indien.   Det ligger i delstaten Gujarat, i den västra delen av landet, 800 km sydväst om huvudstaden New Delhi. Antalet invånare är 1 343 734.
Följande samhällen finns i Patan:
- Pātan
- Siddhapur
- Radhanpur
- Hārij
- Chānasma